# Hoài An Đại quân
Hoài An Đại quân (懷安大君; 2 tháng 7, 1364 - 10 tháng 4, 1421) là một văn thần thời kỳ cuối Cao Ly, vương tộc nhà Triều Tiên thời khai quốc. Vương tứ tử của Triều Tiên Thái Tổ, tên thật Phương Cán (芳幹), thụy hiệu Lương Hi (良僖), hiệu Vương Ngưu đường (忘牛堂). Mẹ là Thần Ý Vương hậu An Biên Hàn thị (. Lập chính thất là Tam Hàn Quốc Đại phu nhân (三韓國大夫人) Ly Hưng Mẫn thị (驪興 閔氏), con gái của Tặng (贈) Môn hạ Tán Phủ sự (門下贊成事) Mẫn Toàn (閔璿)
Trong cuộc chiến tranh giành vương vị giữa các vương tử lần thứ nhất, 1398, sử gọi là Mậu Dần Tĩnh xã (戊寅靖社), ông đứng về phe Tĩnh An quân Lý Phương Viễn (sau là Triều Tiên Thái Tông), nhưng một số ghi chép cho biết rằng giữa ông và Tĩnh An quân đã có những xung đột mâu thuẫn nhỏ và Tĩnh An quân đã tìm cách để trừ khử Hoài An quân. Một lần khác trong cuộc chiến tranh giành vương vị lần hai, giữa Hoài An quân Phương Cán và Tĩnh An quân Phương Viễn, sử gọi là Canh Thìn Tĩnh xã (庚辰靖社), ông bị đánh bại và bị đày đến Thố San (兎山).

## Cuộc sống

### Cuộc sống ban đầu
2 Tháng 7, 1364, tại phường Gui-dong, bộ Hamheung, tỉnh Hamgyeong, Lý Thành Quế và Phu nhân Hàn thị hạ sinh người con trai thứ tư, đặt tên Phương Cán (芳幹). Cao Ly Cung Nhượng Vương năm thứ 4, 1392, Lý Thành Quế lật đổ Cung Nhượng Vương và lên ngôi lấy hiệu Thái Tổ, ông nhận tước hiệu Mã Hàn Công (馬韓公).
25 Tháng 8, Triều Tiên Thái Tổ Nguyên niên, 1392, tất cả các nhi tử của Thái Tổ đều được phong tước quân (君), ông được phong Hoài An quân (懷安君). Tháng 8, 1398, ông ủng hộ Tĩnh An quân Phương Cán lập chính biến giết Trịnh Đạo Truyền, ép Thái Tổ nhượng ngôi lên làm Thái Thượng vương, nhưng sau đó lại tỏ ý không muốn lên ngôi nên đưa anh trai là Phương Quả lên làm vương, tức Triều Tiên Định Tông, sử gọi là Mậu Dần Tĩnh xã (戊寅靖社).

### Canh Thìn Tĩnh xã (庚辰靖社)
Định Tông tính tình vốn thận trọng, hào phóng, đôn hậu hiền lương, không gây thù trút oán với ai nên không có kẻ thù, tuy nhiên, Hoài An quân và Tĩnh An quân cả hai lại đều có tham vọng đối với ngôi báu, nên từ đồng mình trong cuộc Mậu Dần Tĩnh xã trước đó họ trở thành kẻ thù của nhau để tranh giành danh hiệu Trữ quân để kế thừa ngai vàng, 1400, họ chính thức xung đột vũ trang với nhau và Hoài An quân bị đánh bại, ông rút lui về Hàm Dương, tại đây ông cùng con trai bị bắt. Mọi phe cánh của ông đều bị xử tử hoặc bị đày cùng ông. Tại thời điểm này, Tĩnh An quân cố tìm mọi cách để thoát tội điều binh nội chiến để an toàn giữ danh hiệu Trữ quân vì các đại thần lúc này đều chỉ trích hành động của ông. 

### Lưu đày và cái chết
Sau khi bị đánh bại bởi Tĩnh An quân, ông bị đày đến Thố San.
Ông mất ngày 10 tháng 4 năm 1421 (Thế Tông Đại vương năm thứ 3)

## Gia quyến
- Tổ phụ: Hoàn Tổ Đại vương
- Tổ mẫu: Ý Huệ Vương hậu Vĩnh Hưng Thôi thị
- Phụ vương: Thái Tổ Đại vương
- Mẫu hậu: Thần Ý Vương hậu ở An Biên An Biên Hàn thị
  - Vương huynh: Trấn An Đại quân Lý Phương Vũ
  - Vương huynh: Định Tông Đại vương Lý Phương Quả
  - Vương huynh: Ích An Đại quân Lý Phương Nghị
  - Vương đệ: Thái Tông Đại vương Lý Phương Viễn
  - Vương đệ: Đức An Đại quân Lý Phương Diễn
  - Vương muội: Khánh Thận Công chúa
  - Vương muội: Khánh Thiện Công chúa
- Hoài An Đại quân (懷安大君)
  - Phu nhân: Tam Hàn Quốc Đại phu nhân (三韓國大夫人) Ly Hưng Mẫn thị (驪興閔氏, ? - 1407)
    - Trưởng tử: Nghĩa Ninh quân (義寧君) Lý Mãng Chúng (李孟衆; 15 Tháng 2, 1385 - 11 Tháng 7, 1423
    - Trưởng nữ: Thành Huệ Ông chúa (誠惠翁主; ? - 1431), hạ giá lấy Triệu Thận Ngôn (趙愼言) ở Bình Nhưỡng
    - Thứ nữ: Tín Huệ Ông chúa (信惠翁主), hạ giá lấy Lý Đại Sinh (李大生) ở An Thành

  - Kế phu nhân: Tam Hàn Quốc Đại phu nhân (三韓國大夫人) Mật Dương Hàn thị (密陽黃氏), con gái của Phán thư Hoàng Hưởng (黃亨)
    - Thứ tử: Xương Ninh quân (昌寧君) Lý Thái (李泰; 1389 - 15 Tháng 10, 1451)
    - Nữ: Lương Huệ Ông chúa (良惠翁主), hạ giá lấy Phác Khanh Vũ (朴武賢)
    - Nữ: Không rõ tên
    - Nữ: Không rõ tên

  - Kế phu nhân: Phác thị, con gái của Phác Đạo Cán (朴道幹)
  - Kế phu nhân: Kim Lăng Phủ phu nhân (金陵府夫人) Kim Phổ Cầm thị (金浦 琴氏; 19 Tháng 7, 1388 - 18 Tháng 4, 1458), con gái của Chính lang Cầm Nhân Bài (琴仁排)
    - Tử: Kim Thành quân (金城君) Lý Thiện (李善, 1409 - ?)
      - Tôn tử: Trường Sơn chính Lý Hoành (李衡)

    - Tử: Kim Sơn quân
    - Nữ:Không rõ tên 

  - Thiếp: Không rõ tên[3]

## Trong văn hóa đại chúng
- Được diễn bởi Kim Ju-yeong trong The King of Chudong Palace MBC 1983.
- Được diễn bởi Kim Ju-yeong trong Nước mắt của Rông KBS 1996-1998.
- Được diễn bởi Kim Sang-u và Kim Sin-hyo trong Lục long tranh bá 2015-2016.